# ミズーリ準州
ミズーリ準州 (Territory of Missouri) とは、アメリカ合衆国の自治的 編入領域（準州）。1812年6月4日に起立され、その南東部分がミズーリ州として州に分離昇格した1821年8月10日まで存在した。

## 歴史
ミズーリ準州は、もともとは1803年7月4日のルイジアナ買収で編入された土地で、1803年10月31日からルイジアナ地区、1805年7月4日からルイジアナ準州と呼ばれていた。1812年の戦争（米英戦争）直前の1812年8月30日にオーリンズ準州が州に昇格して名称がルイジアナ州となったために、混乱を避けるために、同名となるルイジアナ準州がミズーリ準州に名称変更された。
1818年条約によってミズーリ準州と英国のルパートランドとの境界線を北緯49度線と定めた。このことによって北緯49度線以南のレッド川流域地方がミズーリ準州に属することになり、また、49度線以北のミズーリ川流域の一部がルパートランドに属することになった。1819年のアダムズ=オニス条約によりスペイン領テハスやメキシコ領サンタフェとの南西境界も確定した。アメリカ合衆国はスペイン領のフロリダと交換にミズーリ準州の重要な部分をスペインに差し出した。1812年協定とアダムズ＝オニス条約が、アメリカ合衆国がその領土を減少させる最後の出来事となった。
1819年3月2日、ミズーリ川とセイントフランシス川、および北緯36度線で囲まれたミズーリブートヒール地域を除く北緯36度30分以南が分離されてアーカンソー準州（準州起立当時は "Arkansaw" と綴った。数年後に現在の "Arkansas" になった。正式な発音については1881年まで論争が続いた）。となった。アーカンソー準州を除いた残り部分のミズーリ準州から南東隅部分が1821年8月10日にミズーリ州に昇格した。
1812年にルイジアナ準州として準州が起立してから1821年まで、ミズーリ準州の首都はセントルイスだった。
残りの部分、すなわち現在のネブラスカ州、サウスダコタ州、ノースダコタ州、カンザス州の大部分、ワイオミング州、モンタナ州、加えてコロラド州やミネソタ州の一部となる広大な地域は、ミズーリ州成立と同時に自治化を解かれて非自治的領域に戻ったことで、ミズーリ準州は消滅した。1834年ミズーリ川の東側がミシガン準州に組み込まれた。その後は残った部分の非自治的領域が様々な準州に分割されていった。1838年アイオワ準州、1849年ミネソタ準州、1854年カンザス準州およびネブラスカ準州、1861年コロラド準州およびダコタ準州、1863年アイダホ準州、1864年モンタナ準州、そして1868年にはワイオミング準州が起立された。